# Deborah Moore
Pour les articles homonymes, voir Barrymore et Moore.
Deborah Maria Luisa Moore, ou Deborah Barrymore née le 27 octobre 1963 à Londres, est une actrice anglaise.

## Biographie
Elle est la fille de Roger Moore et Luisa Mattioli, une actrice italienne, et la sœur de Geoffrey Moore et Christian Moore.
Elle épouse Jeremy Green en 1989. Ils divorcent en 1994.
Grâce à son père, elle obtient un rôle dans Meurs un autre jour, où elle joue une hôtesse de l'air.

## Filmographie

### Cinéma
- 1985 : Warriors of the Apocalypse
- 1987 : Cœur de lion (Lionheart) : Mathilda
- 1988 : Top Line : June
- 1988 : Pigmalione 88 de Flavio Mogherini
- 1990 : Double Arnaque (Bullseye) : Flo Fleming
- 1992 : Into the Sun : Maj. Goode
- 1992 : Chaplin : Lita Grey
- 2001 : South Kensington : La directrice bulgare
- 2002 : Meurs un autre jour (Die Another Day) : Une hôtesse de l'air
- 2006 : Provoked (Provoked : A True Story) : Jackie
- 2009 : Tales of the Fourth Dimension : Un professeur
- 2015 : Assassin (en) : Laura Boyd

### Télévision
- 1971 : Amicalement vôtre (The Persuaders) (série télévisée) : Une petite fille dans l' épisode Formule à vendre
- 1977 : Aspen (série télévisée)
- 1989 : Goldeneye : The Secret of Ian Fleming (Téléfilm) : Une secrétaire
- 1990 : Les nouvelles aventures de Zorro (série télévisée) : Amanda Herrera
- 1991 : Trauma (Téléfilm) : Susannah Hopkins
- 1992 : The Return of Shelley (Téléfilm) : Julie
- 1992 : Des jours et des vies (Days of Our Lives) (série télévisée) : Danielle Stevens
- 1993 : Code Quantum (série télévisée) : Claudia
- 1994 : The Wanderer (en) (série télévisée) : Clare
- 1996 : On Dangerous Ground (Téléfilm) : Hannah Bernstein
- 1996 : London Suite (Téléfilm) : Meg Dolby
- 1997 : Midnight Man (Téléfilm) : Hannah Bernstein
- 1998 : La légende de Merlin (Téléfilm) : Nimue
- 2000 et 2014 : Doctors (série télévisée) : Clare Moody / Celestia Heyworth
- 2007 : Rome (série télévisée) : Alfidia
- 2009 : Inspecteur Barnaby (série télévisée) : Mel
- 2010 : Sherlock (série télévisée) : Une femme qui pleure
- 2013 : Casualty (série télévisée) : Vicky Heaton